# Kurt von Alten
Kurt Goswin Karl von Alten (* 9. Dezember 1864 in Oldenburg (Oldb); † 23. September 1927 in Hannover) war ein deutscher Verwaltungsjurist und Parlamentarier.

## Leben
Kurt von Alten entstammt der zweiten Ehe des oldenburgischen Oberkammerherrn Friedrich Kurd von Alten mit Marie Friederike Alexandrine Freiin von Gayl, der Tochter des Generalleutnants Ludwig Dietrich Eugen von Gayl. Er begann an der Ruprecht-Karls-Universität Heidelberg Rechtswissenschaft zu studieren und wurde 1886 im Corps Vandalia Heidelberg recipiert. Als Inaktiver wechselte er an die Universität Leipzig und die Friedrich-Wilhelms-Universität zu Berlin. Nach den Examen trat er in den preußischen Staatsdienst. Das Regierungsreferendariat absolvierte er bei der Regierung in Oppeln. 1894 bestand er die Prüfung als Regierungsassessor. 1900–1909 war er Landrat des Kreises Schleswig. Alten wurde am 5. November 1901 in einer Nachwahl für den Wahlkreis Schleswig 6 (Schleswig ohne Stadtkreis Friedrichstadt) Mitglied des Preußischen Abgeordnetenhauses, dem er bis zum 6. Mai 1902 angehörte. Von 1910 bis nach 1918 war er Polizeipräsident von Magdeburg. Zuletzt lebte er in Hannover.